# Addis Ababa University
Addis Ababa University (AAU) är ett universitet i Etiopien. Det ligger i den centrala delen av landet, i huvudstaden Addis Abeba.
Universitetet öppnade år 1950 under namnet University College of Addis Ababa (UCAA) och hade inledningsvis 33 studenter. Fram till år 2000 var det ett av två universitet som fanns i landet. År 2022 uppgav lärosätet att 47 610 studenter, på olika nivåer, studerade vid universitetet.
Universitet har mottagit stöd från svenska Sida sedan början på 1980-talet. Stödet har bland annat bidragit till fyra forskarprogram inom elektroteknik och företagsekonomi samt till ökad jämställdhet samt inkludering av funktionshindrade.